# Порте
Порте (итал. Porte) — коммуна в Италии, располагается в регионе Пьемонт, в провинции Турин.
Население составляет 921 человек (2008 г.), плотность населения составляет 230 чел./км². Занимает площадь 4 км². Почтовый индекс — 10060. Телефонный код — 0121.
Покровителем коммуны почитается святой Архангел Михаил, празднование 29 сентября.

## Демография
Динамика населения:

## Администрация коммуны
- Официальный сайт: http://www.comune.porte.to.it/ Архивная копия от 21 июня 2010 на Wayback Machine